# Amt Gramzow (Kurmark)

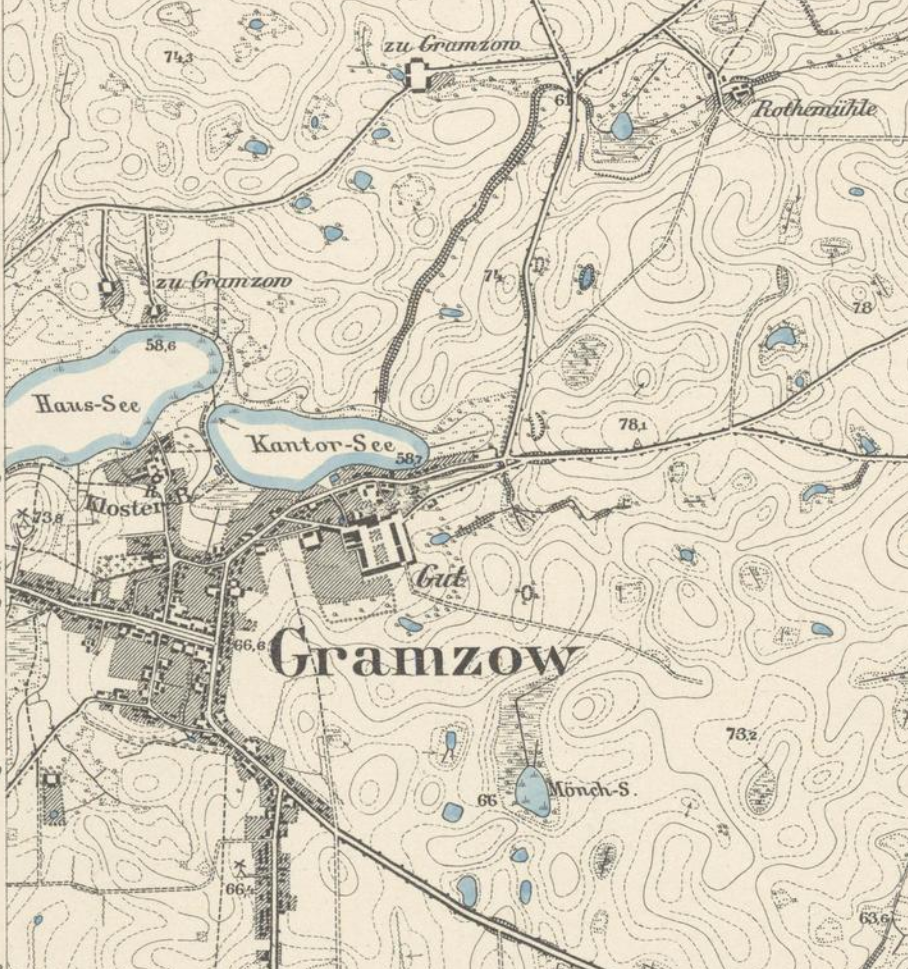
Gramzow mit Staatsdomäne (Gut) und Rothemühle, Ausschnitt aus dem Messtischblatt 2750 Gramzow von 1888

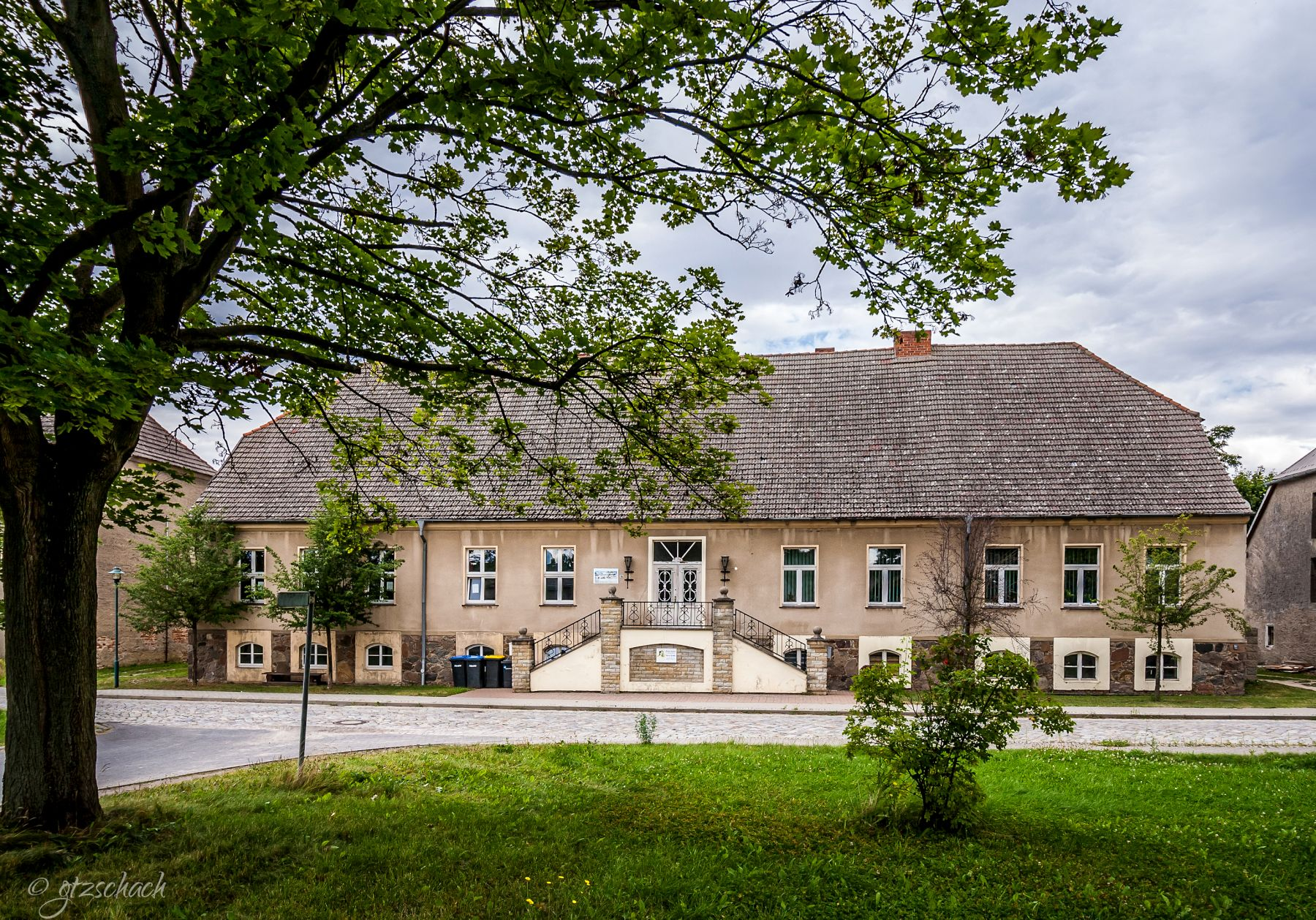
Gutshaus und Amtshaus in Gramzow

Das Amt Gramzow war ein kurfürstlich-brandenburgisches, später königlich-preußisches Domänenamt mit Sitz in Gramzow (Landkreis Uckermark, Brandenburg). Es entstand 1542/43 aus dem säkularisierten Besitz des Prämonstratenserstifts Gramzow. Der Besitz des nicht weit davon entfernten Zisterzienserinnenklosters Marienwerder bei Seehausen, das um 1545 aufgehoben worden, war zum Klosteramt Seehausen vereinigt worden. Beide Ämter wurden in der Folgezeit zusammen verwaltet; daher wurde das Amt anfangs auch Amt Gramzow-Seehausen genannt. 1664 wurden Teile des früheren Klosteramtes Seehausen abgetrennt und daraus das Schulamt Seehausen gebildet. Das Schulamt Seehausen diente, neben vier anderen Schulämtern, zum Unterhalt des Joachimsthalschen Gymnasiums. Das Amt Gramzow wurde 1857 in ein Rentamt umgewandelt, 1872/74 wurde es als hoheitliche Institution schließlich ganz aufgelöst. Der umfangreichste Besitz des Amtes Gramzow, das große landwirtschaftliche Gut in Gramzow, blieb jedoch preußische Staatsdomäne bis 1945.

## Lage
Gramzow liegt rd. 15 Kilometer südöstlich von Prenzlau im Landkreis Uckermark (Brandenburg). Das nicht zusammenhängende Amtsgebiet lag verteilt zwischen der Randowniederung im Osten und der Niederung der Ucker bzw. dem Ober- und Unteruckersee im Westen. Im Süden reichte eine Einzelbesitzung an das Welsetal heran, im Norden erreichte der Streubesitz etwa die Höhe von Prenzlau. Einzelbesitzungen lagen ursprünglich auch in Pommern. Sie wurden aber schon in der Anfangszeit des Amtes abgestoßen.

## Orte
Das Amt Gramzow wurde im Wesentlichen aus den Besitzungen des früheren Prämonstratenserstifts Gramzow und des nicht weit davon entfernten Zisterzienserinnenklosters Seehausen gebildet. Daher  wurde es  anfangs auch Klosteramt Gramzow-Seehausen oder Amt Gramzow-Seehausen genannt.

### Klosteramt Gramzow 1543/92
Das Kloster Gramzow, ein Chorherrenstift des Prämonstratenserordens, wurde um 1177 wahrscheinlich von Herzog Bogislaw I. von Pommern gegründet.  Bei und nach der Aufhebung des Klosters 1542/43 umfasste der ehemalige Klosterbesitz (und der erste Amtsbesitz nach dem Erbregister von 1592):
- Flecken Gramzow
- Vorwerk Gramzow
- Rothemühle (Wassermühle bei Gramzow)
- Vorwerk Weselitz
- Vorwerk Melzow
- Dorf Briest mit der Wendemark
- Dorf Fredersdorf
- Dorf Meichow
- Anteil am Dorf Lützlow (nur Kirchenpatronat und sechs Bauernhöfe)
- ein kleiner Anteil am Dorf Grünz (ein Bauernhof)
- einige Seen und Waldungen (darunter der große Gramzower Forst)

### Klosteramt Seehausen 1545
Das Zisterzienserinnenkloster Marienwerder bei Seehausen wurde um 1250 gegründet. Die Stifter sind nicht bekannt, vermutlich waren es die Herren von Blankenburg. Das Kloster befolgte zwar die Zisterzienserregel, war aber nicht in den Zisterzienserorden inkorporiert. 
1543 wurde das Kloster visitiert; es brannte 1545 bis auf die Grundmauern nieder und wurde nicht wieder aufgebaut. Die Besitzungen  kamen zunächst zum Klosteramt Gramzow-Seehausen. 
Zum Zeitpunkt der Auflösung hatte das Kloster folgenden Besitz:
- Dorf und Vorwerk Drense
- Dorf Grenz
- Dorf und Vorwerk Grünow, Anteil
- Dorf und Vorwerk Potzlow, anteilig, Schulzengericht erst 1623 erworben
- Dorf Warnitz
- Seelübbe, das Dorf ohne das spätere Vorwerk, Vorwerk 1699 wieder an das

### Amt Gramzow 1850
Um 1850 bestand das Amt Gramzow aus folgenden Orten:
- Briest (Dorf)
- Drense (Dorf und Amtsvorwerk)
- Dreiecksee (Försterei)
- Fredersdorf (Dorf)
- Gramzow (Flecken, Amtssitzvorwerk, mit Hegemeisterei seit um 1800 und eine Oberförsterei, seit 1830)
- Grenz (Dorf)
- Grünow (Dorf und Amtsvorwerk), anteilig, anderer Anteil in Adelsbesitz
- Koboltenhof, wurde zw. 1827 und 1841 auf Amtsgebiet angelegt
- Lützlow (Dorf und Gut). anteilig. anderer Teil in Adelsbesitz
- Meichow (Dorf)
- Melzow (Dorf und Erbpachtsvorwerk)
- Melzow (Försterei, 1765 abgebaut)
- Rothe Mühle (Wassermühle bei und zu Gramzow gehörig)
- Potzlow (Dorf und Amtsvorwerk)
- Seelübbe (Dorf und Erbpachtsvorwerk), nur das Vorwerk, Dorf gehörte zum Schulamt Seehausen
- Oberuckersee
- Warnitz (Dorf)
- Wendemark (Amtsvorwerk, unter Friedrich Wilhelm I. angelegt)
- Weselitz (Amtsvorwerk)
- Zehlenbeck/Zehnebeck (Vorwerk, 1777/78 etabliert)

Nach Berghaus (1852) bestand die Pachtung Gramzow aus
- dem Vorwerk Gramzow, dem Vorwerk Zehnebeck und dem Heidevorwerk (Koboltenhof), Forstland und fünf Seen aus insgesamt 3792 Morgen 158 Quadratruten. Die Pachtsumme betrug 7966 Taler 3 Silbergroschen und 7 Pfennige (einschließlich aller Nebennutzungen, Brauerei, Brennerei, Torfgräberei, Fischerei, Naturaldienste), abzüglich einer Entschädigung für Deputate in Höhe von 104 Taler 3 Silbergroschen und 7 Pfennige.
- Pachtung Wendemark mit dem Vorwerk sowie 276 Morgen 134 Quadratruten ehemaligen Briester Bauernlandes und der Schäfer- und Zöllnerwiese im Welsebruch, insgesamt 2218 Morgen 145 Quadratruten. Die Pachtsumme betrug mit Einschluss der Nutzung einer Torffläche im Welsebruch 3028 Taler 24 Silbergroschen 11 Pfennige, außerdem leistete der Pächter Deputate in Höhe von 23 Taler 11 Silbergroschen 3 Pfennige.
- der Pachtung Weselitz mit dem Vorwerk, dem See bei Weselitz (heute verlandet) und 100 Morgen Wiesen im Randowbruch, insgesamt 1894 Morgen 138 Quadratruten. Die Pachtsumme betrug einschließlich der Nutzung einer Torffläche 3292 Taler 17 Silbergroschen und 6 Pfennige. Die Deputate betrugen 94 Taler 21 Silbergroschen und 3 Pfennige.
- den Einkünften aus dem Gramzower Forstrevier; sie wurden mit 6035 Talern 5 Silbergroschen und 9 Pfennigen veranschlagt.

## Geschichte

### 1545 bis 1664
Der brandenburgische Kurfürst Joachim II. verpfändete die beiden neuen Klosterämter bis 1549 an Georg von Lindstedt. Ab 1550 wurden sie  dann amtmannweise erneut an Georg von Lindstedt vergeben. Er erhielt nur nicht mehr den ganzen Ertrag des Amtes, sondern verwaltete das Amt gegen eine Besoldung. Die beiden Ämter wurden in der weiteren Folge nicht wieder separat vergeben, sondern blieben zusammen. Dieses vereinigte Amt wurde zunächst Klosteramt Gramzow-Seehausen oder einfach nur Amt Gramzow-Seehausen genannt. Es wurde meist von Adligen verwaltet, die einen Teil der Einnahmen zur Deckung der Verwaltungskosten und für ihre Besoldung erhielten. 1615 war das Amt Gramzow unter den vier ertragreichsten kurmärkischen Ämtern.
In der schweren Zeit des Dreißigjährigen Krieges wurde das Amt Gramzow fast zu Grunde ruiniert. Es wurde mit allen acht Vorwerken und 17 Dörfern an die Niederländer Arnold Rejnerts und Reinhard Courmann verpachtet. Sie sollten das Gebiet neu mit Niederländern besiedeln. 1652 wurden dort mehr als 200 Neusiedler, überwiegend aus den Niederlanden, neu angesiedelt. Die zwei Generalpächter brachten insgesamt 124 Pferde, 59 Ochsen, 84 Rinder, 1742 Schafe und Saatkorn ein. Trotzdem wurden sie 1655 wegen Nichterfüllung ihrer Verpflichtungen entlassen. In den folgenden Jahren wanderten viele Holländer aber wieder ab.

### 1664 bis 1857
1664 trennte Kurfürst Friedrich Wilhelm das Dorf Seehausen und Hebungen im Dorf Seelübbe vom Amt Gramzow-Seehausen ab und übertrug sie dem Joachimthalschen Gymnasium, das nach der Plünderung und Verwüstung des ursprünglichen Schulstandortes Joachimsthal während des Dreißigjährigen Krieges inzwischen in Berlin angesiedelt war. In der weiteren Folge wurde aus diesen Besitzungen das Schulamt Seehausen gebildet. Der Amtmann des Amtes Gramzow wollte diesen Verlust jedoch nicht hinnehmen und prozessierte gegen die Abtrennung bzw. um die Rückgabe dieser Besitzungen, bis König Friedrich Wilhelm I. 1726 die Streitsache endgültig zugunsten des Joachimthalschen Gymnasiums entschied.
1664 bis 1674 musste Kurfürst Friedrich Wilhelm die Dörfer Drense, Grenz, Grünow und das Vorwerk Gramzow an Hans Sigismund von Götze verpfänden. 1686 konnten französisch-reformierte Flüchtlinge im Amt Gramzow angesiedelt werden, immerhin sechs französische Bauern und 11 französische Kossäten. In der zweiten Hälfte des 17. Jahrhunderts setzte sich auch die Bezeichnung Amt Gramzow gegen die ältere Bezeichnung Amt Gramzow-Seehausen durch.
Das Amt Gramzow war ein vergleichsweise ertragreiches Amt für das Kurfürstentum Brandenburg. 1726/27 brachte das Amt Gramzow dem Landesherrn einen Nettoertrag von 10.700 Talern ein. 1756/57 war der Nettoertrag sogar auf 19.433 Reichstaler, 4 Groschen und 2 Pfennige gestiegen. Die Vorwerke waren z. T. weiter unterverpachtet. In der zweiten Hälfte des 18. Jahrhunderts wurde das Amt in Generalpacht vergeben, d. h. das Amt mit seinen Grundrenten und Vorwerken wurde einem Pächter überlassen, der dafür eine fixe jährliche Abgabe bezahlte.
1788 baute Amtmann Philipp Heinrich Karbe das Amtsgehöft außerhalb des Ortskerns neu auf. Die jährliche Pacht betrug 19.000 Taler. Philipp Heinrich Karbe bewirtschaftete von 1769 bis 1799 auch das Amt Chorin für eine Pachtsumme von jährlich 11.000 Talern.

### 1857 bis 1945
1857 wurde das Königliche Domainenamt Gramzow in Königliches Rentamt Gramzow umbenannt. Der Rentmeister war nur noch für das Einziehen der Pächte und Renten zuständig. Der Gramzower Forst wurde abgetrennt und bildete einen eigenen forstfiskalischen Gutsbezirk. 1861 lebten im gesamten Gutsbezirk Gramzow 134 Personen in 11 Wohnhäusern, hinzu kamen 23 Wirtschaftsgebäude. Bis 1865 ist das Amt Gramzow unter den Domänen-Rentämtern gelistet. Ab 1868 war das Amt Gramzow nur noch Domänen-Polizeiamt. Das heißt, dass dem Pächter die hoheitlichen Aufgaben, wie z. B. die Polizeigewalt entzogen wurde.
Im Zuge der Kreisreform in der Provinz Brandenburg wurde das Amt Gramzow 1872/4 aufgelöst, und die hoheitlichen Aufgaben wurden dem Kreis Angermünde und dem neuen Amtsbezirk Gramzow übertragen. Dem Amtsbezirk Gramzow im Kreis Angermünde gehörten an: der Gemeindebezirk Gramzow mit der Rothemühle, die Gemeindebezirke Meichow und Neu-Meichow sowie der Gutsbezirk Domäne Gramzow mit den Vorwerken Zehnebeck und Koboltenhof und der Büdnerkolonie Zehnebeck, und der Gutsbezirk Forst Gramzow mit dem Forsthaus Dreiecksee und dem Waldwärterhaus Zehnebeck. Die Oberförsterei wurde erst später, jedoch vor 1888 außerhalb des Ortskerns von Gramzow neu erbaut.

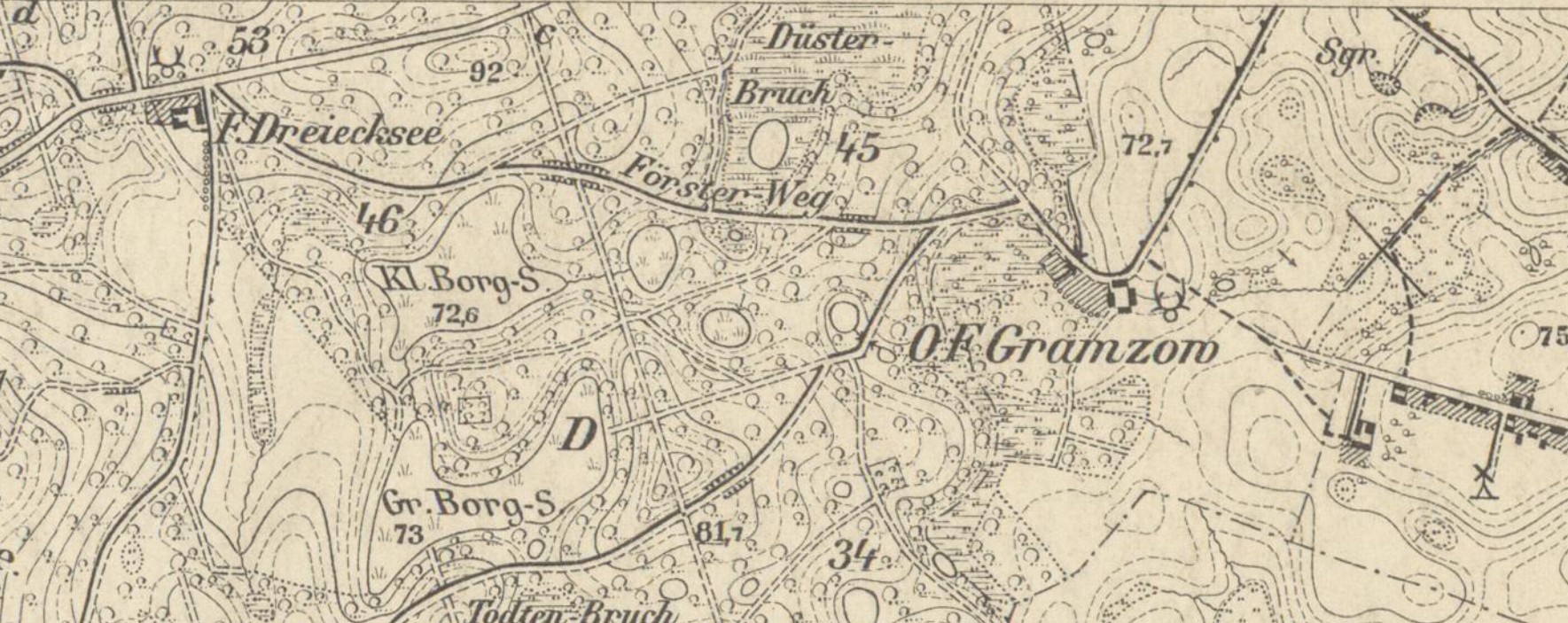
Oberförsterei Gramzow und Försterei Dreiecksee, Ausschnitt aus dem Messtischblatt 2849 Polßen von 1890 (Aufnahme 1888)

## Amtleute und Pächter des Amtes Gramzow
- 1550 bis mindestens 1575 Georg von Lindstedt
- (1576?) 1581, 1592, 1596, 1603, 1617 Bernd V. von Arnim (1542–1611), auf Gerswalde, Grünow und Graues Kloster/Prenzlau, Landvogt der Uckermark, Hauptmann von Gramzow und Chorin[13][14]
- 1650 bis 1655 Arnold Reimers, Reinhold Courmann[15][16]
- 1660/70er Jahre, Johann Sigismund von Götze, Amtshauptmann[17]
- 1674 von Krummensee, Hauptmann von Gramzow[18]
- 1674 Andreas Müller[19]
- 1696 bis ? Andreas Müller[20]
- bis 1740 Johann Wilhelm Gottfried Freiherr von Seckendorf Gutend (1698–1747), Amtshauptmann von Gramzow und Löcknitz
- Oktober 1740 (bis 1774?) + 1774 Heinrich August Baron de la Motte Fouqué, Amtshauptmann von Gramzow und Löcknitz
- 1775 bis 1788 Christ. Ludwig Steppin, Oberamtmann[21][22]
- 1788 bis 1798 Philipp Heinrich Karbe[22]
- 1798 August Karbe, Oberamtmann[23]
- 1813 bis (1851) Carl August Ferdinand Karbe (1780–1852), Oberamtmann[5]
- 1851 bis 1869 Oberamtmann/Amtsrat Hermann Wilhelm August Leberecht Karbe (1815–1891)[7]
- 1857 bis 1862 Brüning, ad interim[24]
- 1865 bis 1868 Bernau, Rentmeister[9][10]

## Die Domäne Gramzow
1868 wurde das Kernstück des Amtes Gramzow, das Gut in Gramzow und die Vorwerke Zehnebeck und Koboltenhof neu verpachtet. Im Folgenden werden diese drei Güter auch Domäne Gramzow genannt; sie blieb im Besitz des Preußischen Staates bis 1945. In der Anzeige zur Verpachtung im Königlich Preußischen Staats-Anzeiger werden die Pachtobjekte der Domäne wie folgt beschrieben:
- Vorwerk Gramzow mit 1117 Morgen 52 Quadratruten Acker, 84 Morgen 145 Quadratruten Wiese, 14 Morgen 96 Quadratruten Hütung, 93 Morgen 70 Quadratruten Seen, 7 Morgen 20 Quadratruten Rohrung, 21 Morgen 124 Quadratruten Gärten, 10 Morgen 151 Quadratruten Hof- und Baustellen und 27 Morgen 43 Quadratruten unbrauchbares Land, insgesamt 1376 Morgen 161 Quadratruten.
- Vorwerk Zehnebeck 931 Morgen 48 Quadratruten Acker, 627 Morgen 86 Quadratruten Wiesen, 182 Morgen 134 Quadratruten Hütung, 13 Morgen 79 Quadratruten Rohrung, 4 Morgen 124 Quadratruten Gärten, 7 Morgen 96 Quadratruten Hof- und Baustellen und 48 Morgen 30 Quadratruten unbrauchbares Land, insgesamt 1815 Morgen 57 Quadratruten
- Vorwerk Koboltenhof (auch Heidevorwerk) 409 Morgen 172 Quadratruten Acker, 48 Morgen 59 Quadratruten Wiesen, 72 Quadratruten Hof- und Baustellen und 12 Morgen unbrauchbares Land, insgesamt 470 Morgen 123 Quadratruten.

Jeder Bewerber hatte ein disponibles Vermögen von 55.000 Talern nachzuweisen, das Minimum der jährlichen Pachtsumme war auf 12.000 Taler bestimmt.
Der Pächter der Domäne Gramzow mit ihren drei Vorwerken wurde nach der Kreisreform 1872/74 weiterhin als Amtmann bezeichnet, dessen Zuständigkeit sich nun aber auf den Gutsbezirk Gramzow beschränkte. Gutsbezirksvorsteher war automatisch der Pächter der Domäne. Zur Domäne gehörten auch eine Brennerei und eine Ziegelei. 1883 hatte die Domäne Gramzow eine Gesamtgröße von 946 ha.
1928 wurde der Gutsbezirk Gramzow aufgelöst. Der Koboltenhof wurde ohne den forstfiskalischen Anteil und ohne den Kuhsee an die Gemeinde Neumeichow angeschlossen. Der forstfiskalische Anteil wurde der Gemeinde Melzow zugeschlagen. Der restliche Teil wurde in die Gemeinde Gramzow eingegliedert. Der Gutsbezirk Gramzow Forst wurde mit Ausnahme der Zehnebecker Forst in die Gemeinde Melzow eingegliedert.
1929 hatte die Domäne Gramzow nach Niekammer’s Landwirtschaftliche(m) Adreßbuch der Rittergüter, Güter und Höfe der Provinz Brandenburg noch eine Größe von 862 ha, davon waren 602 ha Acker, 200 ha Wiesen und 60 ha Unland, Wege, Hofstellen, Seen etc. Auf dem Hof wurden 86 Pferde, 167 Stück Rindvieh, davon 76 Milchkühe, 494 Schafe und 139 Schweine gehalten.

### Die Pächter der Domäne Gramzow
- 1851 bis 1869 Oberamtmann/Amtsrat Hermann Wilhelm August Leberecht Karbe (1815–1891)[7][31]
- 1869, 1872, 1874, 1885, 1896 Heinrich Redlich, Domänenpächter in Gramzow, Zehnebeck und Koboltenhof[32][33][34][35][36]
- 1897 bis 1926 Albert Theodor Ernst Lebrenz (1857–1926), Königlicher Oberamtmann, 1918 wurde er zum Amtsrat ernannt[37][38]
- 1926 bis 1929 Frau Amtsrat Lebrenz (Clara Auguste Pauline Elise Lebrenz geb. Möhring, 1870–1929)
- 1929 bis (1935) (1945?) Adolf Lebrenz